# Caballo al galope (Munch)
Caballo al galope es un cuadro realizado por el pintor noruego Edvard Munch en 1910-1912. Este óleo sobre lienzo representa un caballo al galope en la nieve, arrastrando un trineo con un hombre encima, en un plano cercano, de frente. La expresión asustada del equino y la disposición de las personas a ambos lados del estrecho camino, sugiere peligro. Los adultos a la izquierda permanecen impávidos, mientras los niños a la derecha tratan de alejarse. Parece un nuevo abordaje del autor sobre el miedo y la ansiedad. La obra se conserva en el museo Munch, en Oslo.

## Posteridad
El cuadro forma parte de las «105 obras decisivas de la pintura occidental» que constituyen el museo imaginario de Michel Butor.